# Lokomotiv Moscou (féminines)
pour la section masculine voir Lokomotiv Moscou.
Maillots
Actualités
Le ZFK Lokomotiv Moscou (en russe : Женский футбольный клуб "Локомоти́в" Москва́) ou ZhFK Lokomotiv Moskva, est un club de football féminin russe évoluant en première division russe et basé à Moscou.
Il constitue une section du club omnisports du Lokomotiv Moscou.

## Histoire
Le club est fondé le 28 février 2018. Auparavant, le Lokomotiv Moscou avait créé une section féminine en 1991, mais après deux années avait abandonné le projet pour des raisons financières. Pour relancer une équipe féminine, le club fait appel à une ancienne joueuse internationale, et entraîneuse de l'équipe féminine nationale, Elena Fomina. Le Lokomotiv joue son premier match officiel le 21 avril 2018, en partageant les points (1-1) contre l'Ienisseï Krasnoïarsk.
Le club termine sa première saison en championnat de Russie à la 6e place (sur huit équipes).
Les saisons suivantes, en 2019 et 2020, le Lokomotiv termine à la deuxième place, chaque fois derrière le CSKA Moscou. Il remporte son premier trophée lors de cette dernière année en s'imposant en finale de la Coupe de Russie contre cette même équipe. Il parvient ensuite à conserver son titre l'année suivante, cette fois contre le Zénith Saint-Pétersbourg.

## Palmarès
| Compétitions nationales |
| --- |
| - Championnat de Russie (1) : - Champion : 2021. - Vice-champion : 2019 et 2020. - Coupe de Russie (3) : - Vainqueur : 2020, 2021 et 2024. - Supercoupe de Russie (2) : - Vainqueur : 2021 et 2022. |